# Tetrathylacium johansenii
Tetrathylacium johansenii là một loài thực vật có hoa trong họ Liễu. Loài này được Standl. miêu tả khoa học đầu tiên năm 1925.